# Премудрость созда Себе дом
«Прему́дрость созда́ Себе́ до́м», «София — Премудрость Божия» (Киевская) — один из русских иконописных образов Богородицы. Празднование в честь иконы — 8 сентября по юлианскому календарю, в день Рождества Богородицы.

## Описание
В центре образа — Богоматерь и воплотившаяся из Неё ипостасная Премудрость — Сын Божий. Название восходит к словам стиха из книги Притчей Соломоновых в церковнославянском переводе: «Премудрость созда Себе Дом и утверди столпов седмь» (Прит. 9:1), которые истолкованы как указание на Христа, Сына Божия, в послании апостола Павла именуемого «Божиею Премудростью» (1Кор. 1:30); в слове «Дом» — указание на Пресвятую Деву Марию, от Которой воплотился Сын Божий.
На иконе изображено здание в виде сени (или храма) и стоящая в нём Богоматерь в хитоне, с покрывалом на голове, под сенью, поддерживаемой семью столпами. Руки и ладони Её распростёрты, а стопы утверждены на серповидной луне. На хитоне восседает Предвечный Младенец, благословляющий правой рукой, в левой имеющий державу. На карнизе сени начертаны слова «Премудрость созда Себе Дом и утверди столпов седмь», над сенью — Бог Отец и Бог Дух Святой. Из уст Бога Отца исходят слова: «Аз утвердих стопы Ея». По обе стороны — семь Архангелов с распростёртыми крыльями, держащих знаки своего служения в руках: с правой стороны — Михаил с пламенным мечом, Уриил с молнией, опущенной вниз и Рафаил с алавастром мира; с левой стороны — Гавриил с цветком лилии, Селафиил с чётками, Иегудиил с царской короной и Варахиил с цветами на белом плате. Под облаком с серповидной луной, служащей подножием Богоматери, семь ступеней со стоящими на них ветхозаветными тайнозрителями воплощения Премудрости — праотцами и пророками: Царь Давид с Ковчегом Завета, Аарон с прозябшим жезлом, Моисей со скрижалью, Исаия с свитком («Се Дева во чреве приимет» — Ис. 7:14), Иеремия с жезлом, Иезекииль с затворёнными вратами, Даниил с Горой Нерукосечной. На каждой из ступеней надписи: вера, надежда, любовь, чистота, смирение, благость, слава.
На семи столпах начертаны изображения на сюжеты Апокалипсиса и их изъяснение как даров Святого Духа, согласно пророку Исаие (11:1—3): Книга за семью печатями — дар премудрости, семисвещник — дар разума, «камень единый с семью очесами» — дар совета, семь труб иерихонских — дар крепости, десница с семью звёздами — дар ве́дения, семь фиал златых, полных фимиама (молитвы святых) — дар благочестия, седмь молний — дар страха Божия.